# Hossein Fazeli
Hossein Fazeli (sinh ngày 12 tháng 6 năm 1993) là một cầu thủ bóng đá người Iran thi đấu ở vị trí Tiền vệ chạy cánh cho Padideh ở Persian Gulf Pro League.

## Sự nghiệp

### Fajr Sepasi
Fazeli có màn ra mắt cho Fajr Sepasi ở Iran Pro League ngày 25 tháng 12 năm 2012 trước Zob Ahan Ishafan trên Sân vận động Foolad Shahr, vào sân ở phút 74 thay cho Jaber Ansari. Sau đó anh có lần đầu đá chính ngày 9 tháng 2 năm 2013 trước Damash thi đấu đến phút 63.

### Sepahan
Fazeli ký một bản hợp đồng 5 năm với Sepahan ngày 23 tháng 6 năm 2014.

## Thống kê sự nghiệp

### Câu lạc bộ
Số liệu chính xác tính đến ngày 23 tháng 2 năm 2013
| Câu lạc bộ          | Mùa giải            | Giải vô địch | Giải vô địch | Cúp Hazfi | Cúp Hazfi | AFC     | AFC       | Tổng    | Tổng      |
| Câu lạc bộ          | Mùa giải            | Số trận      | Bàn thắng    | Số trận   | Bàn thắng | Số trận | Bàn thắng | Số trận | Bàn thắng |
| ------------------- | ------------------- | ------------ | ------------ | --------- | --------- | ------- | --------- | ------- | --------- |
| Fajr Sepasi         | 2012–13             | 2            | 0            | 0         | 0         | —       | —         | 2       | 0         |
| Fajr Sepasi         | 2013–14             | 2            | 0            | 1         | 0         | —       | —         | 3       | 0         |
| Sepahan             | 2014–15             | 11           | 1            | 0         | 0         | 2       | 0         | 13      | 1         |
| Tổng cộng sự nghiệp | Tổng cộng sự nghiệp | 15           | 1            | 1         | 0         | 2       | 0         | 18      | 1         |

## Sự nghiệp quốc tế

### U-20
Anh là một phần của U-20 Iran trong Vòng loại Giải vô địch bóng đá U-19 châu Á 2012, Cúp CIS 2012, Giải vô địch bóng đá U-19 Đông Nam Á 2012 và Giải vô địch bóng đá U-19 châu Á 2012.

### U-23
Anh được triệu tập vào trại huấn luyện của U-23 Iran bởi Nelo Vingada để chuẩn bị cho Incheon 2014 và Giải vô địch bóng đá U-22 châu Á 2016 (vòng loại Olympic mùa hè).

## Danh hiệu

### Câu lạc bộ
Sepahan
- Iran Pro League (1): 2014–15